# Estación de Somincor
La Estación Ferroviária de Somincor es una plataforma de la Línea del Sur que sirve a las instalaciones de la Sociedad Minera de Neves Corvo en el ayuntamiento de Alcázar del Sal, Portugal.

## Características
Poseía en enero de 2011 dos vías de circulación con 310 y 327 metros de longitud y que no presentaban ninguna clase de plataformas.

## Historia
El tramo entre Grándola y la estación provisional de Alcázar del Sal, donde esta plataforma se encuentra, abrió a la explotación el 14 de  julio de 1918.